# Too Bad
Too Bad – drugi singel kanadyjskiej grupy rockowej Nickelback, pochodzący z jej trzeciego albumu studyjnego "Silver Side Up", wydanego we wrześniu 2001 roku. Sam singel został wydany w 26 listopada 2001 roku w Stanach oraz Kanadzie, oraz w sierpniu 2002 roku w Wielkiej Brytanii. Najpóźniej ukazał się w Niemczech, bo 29 października 2002 roku. Singel ukazał się nakładem wytwórni Roadrunner Records na terenie Europy, oraz EMI na terenie Stanów Zjednoczonych. Utwór został zamieszczony na czwartej pozycji na krążku, trwa 3 minuty i 52 sekundy i jest szóstym utworem co do najdłuższych, znajdujących się na płycie.

## Znaczenie tekstu
Tekst utworu jest związany z osobistymi przeżyciami wokalisty grupy Chada Kroegera. Piosenka jest swoistym wyznaniem ze strony wokalisty, opowiada o trudach dorastania bez ojca w młodości. Opisuje także ciężkie życie matki, która sama musiała się zająć domem oraz wychowaniem dzieci. Innym utworem w którym wokalista porusza temat swojego ojca, to "Should've Listened", gdzie z kolei pisze o trudnych relacjach.
Utwór z początku rozpoczyna się dźwiękami cykającego zegara, który ma symbolizować upływający czas. Utwór zyskuje na ciężkości w refrenach, gdzie słychać jest mocne brzmienie gitar. Utwór posiada także krótkie solo gitarowe.

## Sukces
Utwór okazał się przebojem i prócz innego utworu z albumu "Silver Side Up", "How You Remind Me", cieszył się największą popularnością wśród fanów grupy. Utwór zajął także czołowe lokaty na światowych listach przebojów, docierając m.in. do 1 miejsca w ojczystej Kanadzie, oraz do 9 w Wielkiej Brytanii. Utwór uplasował się także na 42 pozycji w rankingu Billboard Hot 100. Utwór przez 3 tygodnie zajmował także 1 miejsce na amerykańskiej liście Mainstream Rock Tracks, oraz dotarł do 6 pozycji listy Modern Rock Tracks. Utwór trafił również w roku 2006 na soundtrack do filmu Wzgórza mają oczy.

## Wydanie singla
Singel został wydany w dwóch wersjach, w wersji niemieckiej, która zawierała utwory "Woke Up This Morning" i "How You Remind Me", w wersjach koncertowych, oraz mix utworu "Too Bad". Wersja światowa natomiast różniła się zestawem utworów na stronie B. Znalazły się na nim utwory "Leader of Men" oraz "Never Again" w wersjach koncertowych. Wersja CD Maxi zawiera utwór "Too Bad" w wersji diggla mix, oraz 2 premierowe utwory, "Yanking Out My Heart", oraz "Learn the Hard Way". Oba utwory znalazły się później na limitowanej edycji albumu "The Long Road".

## Utwór na koncertach
Koncertowa wersja utworu została zarejestrowana na albumie koncertowym grupy "Live at Home", które zawierało zapis wielkiego koncert z 25 lutego 2002 roku w Edmonton. Poza tym, utwór znalazł się w setliście podczas występu grupy na koncercie Rock am Ring w 2004 roku, w ramach trasy "The Long Road Tour". Podczas tej samej trasy, utwór został zarejestrowany na minialbumie grupie "MTV Unplugged", gdzie został wykonany w wersji akustycznej. Wersja z tego koncertu trafiła później na stronę B singla z utworem "Figured You Out", wydanego 24 lutego 2004 roku. Podczas jednego z koncertów w ramach trasy "All the Right Reasons Tour" w 2006 roku, utwór trafił na drugi koncertowy album grupy, "Live from Sturgis 2006" z zapisem koncertu w Sturgis. Piosenka do dziś regulrnie grana jest na koncertach grupy.

## Teledysk
Teledysk do utworu przedstawia małego chłopca, który jest świadkiem odejścia swego ojca od rodziny. Początkowo nie może pogodzić się z tym faktem. Będąc już dorosłym, po kłótni z matką zabiera kluczyki od samochodu i wyrusza przed siebie. Podczas jazdy zaczynają przypominać mu się młodzieńcze lata z udziałem ojca. Rozmyślając tak, popełnia błąd i doprowadza do wypadku. Ojciec, będąc w pracy, odbiera telefon z wiadomością, że jego syn miał wypadek. Kiedy syn wraca z matką do domu, zastaje w nim czekającego na niego ojca. Potem udają się razem na długi spacer. Reżyserem teledysku jest Nigel Dick. Teledysk kręcony był 26 października oraz od 19 do 21 listopada 2001 roku. Premiera odbyła się w grudniu 2001 roku. W roli ojca w teledysku wystąpił James Collins, w roli matki Wendy Lee Ward, w roli syna (młodość) Rory Peca, natomiast syna (starzy) zagrał Zion Lee.
W roku 2002 teledysk do utworu zdobył dwie nagrody MuchMusic Video Awards w kategorii "Best Video" oraz "MuchLoud Best Rock Video".

## Lista utworów na singlu
Single CD:
| Nr. |  | Tytuł     | Tekst        | Muzyka     | Długość |
| --- |  | --------- | ------------ | ---------- | ------- |
| 1.  |  | "Too Bad" | Chad Kroeger | Nickelback | 3:54    |
|     |  |           |              |            |         |

CD Maxi Single:
| Nr. |  | Tytuł                  | Tekst        | Muzyka     | Długość |
| --- |  | ---------------------- | ------------ | ---------- | ------- |
| 1.  |  | "Too Bad" (Diggla Mix) | Chad Kroeger | Nickelback | 3:29    |
| 2.  |  | "Yanking Out My Heart" | Chad Kroeger | Nickelback | 3:35    |
| 3.  |  | "Learn the Hard Way"   | Chad Kroeger | Nickelback | 2:54    |
|     |  |                        |              |            |         |

CD Single World Version:
| Nr. |  | Tytuł                          | Tekst        | Muzyka     | Długość |
| --- |  | ------------------------------ | ------------ | ---------- | ------- |
| 1.  |  | "Too Bad" (Diggla Mix)         | Chad Kroeger | Nickelback | 3:29    |
| 2.  |  | "Never Again" (Live Version)   | Chad Kroeger | Nickelback | 4:27    |
| 3.  |  | "Leader of Men" (Live Version) | Chad Kroeger | Nickelback | 3:54    |
| 4.  |  | "Too Bad" (Video)              |              |            | 3:57    |
|     |  |                                |              |            |         |

CD Single Wersja Niemiecka:
| Nr. |  | Tytuł                                 | Tekst        | Muzyka     | Długość |
| --- |  | ------------------------------------- | ------------ | ---------- | ------- |
| 1.  |  | "Too Bad" (Diggla Mix)                | Chad Kroeger | Nickelback | 3:29    |
| 2.  |  | "Woke Up This Morning" (Live Version) | Chad Kroeger | Nickelback | 3:54    |
| 3.  |  | "How You Remind Me" (Live Version)    | Chad Kroeger | Nickelback | 4:11    |
| 4.  |  | "Too Bad" (Video)                     |              |            | 3:57    |
|     |  |                                       |              |            |         |

## Twórcy
Nickelback
- Chad Kroeger – śpiew, gitara rytmiczna, produkcja
- Ryan Peake – gitara prowadząca, wokal wspierający
- Mike Kroeger – gitara basowa
- Ryan Vikedal – perkusja

Produkcja
- Nagrywany: Kwiecień – Czerwiec 2001 w Studio Green House w Vancouver, oraz w Burnaby, Kolumbia Brytyjska,  oraz w London Bridge Studio, Seattle, Waszyngton
- Producent muzyczny: Chad Kroeger, Rick Parashar
- Realizator nagrań: Rick Parashar
- Miks płyty: Randy Staub w "Armoury Studios" Vancouver
- Mastering: George Marino w "Sterling Sound"
- Inżynier dźwięku: Joe Moi
- Asystent inżyniera dźwięku: Pat Sharman
- Obróbka cyfrowa: Geoff Ott
- Zdjęcia: Daniel Moss
- Manager: Bryan Coleman
- Koordynator produkcji: Kevin Zaruk
- Pro Tools operator: Alex Aligazakis
- Tekst piosenki: Chad Kroeger
- Aranżacja: Chad Kroeger, Ryan Peake, Mike Kroeger, Ryan Vikedal
- Wytwórnia: Roadrunner Records
- Pomysł okładki: Nickelback

## Inne wersje
- Koncertowa wersja utworu zawarta na płycie "Live at Home" z 2002 roku
- Akustyczna wersja utworu zarejestrowana podczas koncertu "MTV Unplugged", 16 września 2003 roku. Wykonanie z tego koncertu znalazło się w późniejszym czasie na stronach B singli "Figured You Out", oraz "See You at the Show"
- Koncertowa wersja utworu zawarta na płycie "Live from Sturgis 2006"

## Nagrody
- 2002 – "MuchMusic Video Awards" w kategorii "Best Video"
- 2002 – "MuchMusic Video Awards" w kategorii "MuchLoud Best Rock Video".

## Pozycje
| Lista (2002)                          | Najwyższa pozycja |
| ------------------------------------- | ----------------- |
| U.S. Billboard Hot 100                | 42                |
| U.S. Billboard Mainstream Rock Tracks | 1                 |
| U.S. Billboard Modern Rock Tracks     | 6                 |
| Weekly Top 40                         | 15                |
| Canadian Airplay Chart                | 1                 |
| UK Singles Chart                      | 9                 |
| Australian ARIA Singles Chart         | 56                |
| Italian Singles Chart                 | 50                |
| Dutch Top 40                          | 16                |